# Pistolet maszynowy Spectre M2
Pistolet maszynowy Spectre M2 – współczesny włoski pistolet maszynowy.

## Historia
Pistolet maszynowy Spectre M2 został opracowany w latach osiemdziesiątych XX wieku. Określany jest jako broń IV generacji z uwagi na oryginalność zastosowanych rozwiązań. Jest produkowany przez firmę SITES.

## Opis techniczny
Pistolet maszynowy Spectre M2 jest bronią samoczynno-powtarzalną, przystosowany jest do prowadzenia ognia pojedynczego i ciągłego.
Pistolet ten charakteryzuje się trójetapowym cyklem odrzutu zamka: wsteczny ruch zamka wraz z kurkiem, ruch do przodu samego zamka, a następnie ruch do przodu kurka. Takie rozwiązanie zapewnia większą stabilność strzelania i redukuje podrzut przy strzelaniu ogniem ciągłym. Broń wyposażona jest ponadto w dźwignię kasującą napięcie mechanizmu odpalania oraz mechanizm spustowy podwójnego działania.
W pistolecie maszynowym Spectre M2 może być stosowana normalna lufa gwintowana, jak również lufa poligonalna.
Komora zamkowa i osłona lufy tłoczona jest z blachy, rękojeść wykonano z wysokoudarowego tworzywa sztucznego.
Zasilanie odbywa się z czterorzędowego magazynka pudełkowego o pojemności 50 lub 35 naboi.
Pistolet ma metalową kolbę składaną wykonaną z pręta, chwyt pistoletowy i chwyt przedni.